# استودیو سنتا مونیکا
استودیو سنتا مونیکا (به انگلیسی: Santa Monica Studio) یک استودیوی توسعه‌دهنده بازی‌های ویدئویی واقع در لس آنجلس، آمریکا است. این استودیو به عنوان توسعه‌دهنده اول‌ شخص برای سونی اینتراکتیو انترتینمنت به‌شمار می‌رود. استودیو سنتا مونیکا در سنتا مونیکا، کالیفرنیا و در سال ۱۹۹۹، تأسیس شده است. این استودیو بیشتر برای ساخت مجموعه بازی‌های ویدئویی خدای جنگ و همچنین موتور بازی کینتیکا شناخته شده است که برای اولین بار در بازی رانندگی کینتیکا و سپس در خدای جنگ و خدای جنگ ۲ به کار رفت. در ۲۹ ژانویه ۲۰۱۴، دفتر مرکزی این استودیو از سنتا مونیکا به پلایا ویستا، لس آنجلس نقل مکان کرد.

## بازی‌های توسعه یافته
| سال  | عنوان             | پلت‌فرم(ها)                                  |
| ---- | ----------------- | ------------------------------------------- |
| ۲۰۰۱ | کینتیکا           | پلی‌استیشن ۲                                 |
| ۲۰۰۵ | خدای جنگ          | پلی‌استیشن ۲، پلی‌استیشن ۳، پلی‌استیشن ویتا    |
| ۲۰۰۷ | خدای جنگ ۲        | پلی‌استیشن ۲، پلی‌استیشن ۳، پلی‌استیشن ویتا    |
| ۲۰۱۰ | خدای جنگ ۳        | پلی‌استیشن ۳، پلی‌استیشن ۴                    |
| ۲۰۱۳ | خدای جنگ: معراج   | پلی‌استیشن ۳                                 |
| ۲۰۱۸ | خدای جنگ          | پلی‌استیشن ۴، مایکروسافت ویندوز              |
| ۲۰۲۲ | خدای جنگ: رگناروک | پلی‌استیشن ۴، پلی‌استیشن ۵، مایکروسافت ویندوز |